# Unione Cattolica Belga
L'Unione Cattolica Belga (in francese: Union Catholique Belge - UCB; in fiammingo: Katholiek Verbond van België - KVB) fu un partito politico fondato in Belgio nel 1921 dalla trasformazione della Federazione dei Circoli Cattolici e delle Associazioni Conservatrici (Fédération des Cercles catholiques et des Associations conservatrices; Verbond van Katholieke Kringen en der Conservatieve Verenigingen), movimento fondato nel 1869.
Nel 1936 assunse in Vallonia la denominazione di Partito Cattolico Sociale (Parti Catholique Social) e nelle Fiandre quella di Partito Popolare Fiammingo Cattolico (Katholieke Vlaamse Volkspartij), mentre, nel 1945, si trasformò nel Partito Sociale Cristiano. Nel 1968 tale formazione si scinderà definitivamente in due distinti soggetti politici:
- il Partito Sociale Cristiano, divenuto nel 2002 in Centro Democratico Umanista;
- il Partito Popolare Cristiano, trasformatosi nel 2001 Cristiano-Democratici e Fiamminghi.

| Controllo di autorità | VIAF (EN) 150174745 · LCCN (EN) n85383580 |